# 彼得·H·杰克逊
彼得·H·杰克逊（英語：Peter H. Jackson，1912年11月15日—1983年2月5日），英国男子赛艇运动员。他曾代表英国参加1936年夏季奥林匹克运动会赛艇比赛，获得男子四人单桨无舵手银牌。